# Międzynarodowe Stowarzyszenie Krytyków Sztuki
Międzynarodowe Stowarzyszenie Krytyków Sztuki AICA (AICA - skrót od fr. Association internationale des critiques d'art) – organizacja pozarządowa założona w 1948 pod patronatem UNESCO, udzielająca poparcia krytyce sztuki we wszelkich formach.
Główna siedziba AICA International znajduje się w Paryżu, organizacja zrzesza ponad 4200 członków, podzielonych na 64 sekcje na świecie. AICA jest finansowana ze składek członkowskich i wsparcia patronów.

## Sekcja Polska AICA
W Polsce AICA reprezentowana jest przez Sekcję Polską AICA, która zarejestrowana jest jako stowarzyszenie i skupia ponad 133 osoby związane z krytyką sztuki. Siedzibą stowarzyszenia jest Centrum Sztuki Współczesnej Zamek Ujazdowski, ul. Jazdów 2, Warszawa 00-467.
W Polsce działa Sekcja Polska AICA, której prezesem zarządu (od maja 2023) jest Arkadiusz Półtorak.
W zarządzie pozostałe funkcje pełnią:
- Magdalena Ujma – wiceprezeska
- Małgorzata Kaźmierczak – wiceprezeska
- Marta Czyż – sekretarzyni
- Jagna Domżalska – skarbniczka
- Dorota Jarecka – członkini zarządu
- Magdalena Ziółkowska – członkini zarządu

Komisja Rewizyjna: Monika Weychert, Agnieszka Szewczyk, Wiktoria Szczupacka oraz Sąd Honorowy: Jerzy Malinowski, Luiza Nader, Eulalia Domanowska.